# Collectivisme
Ne doit pas être confondu avec Communisme.
 (avril 2017).
Si vous disposez d'ouvrages ou d'articles de référence ou si vous connaissez des sites web de qualité traitant du thème abordé ici, merci de compléter l'article en donnant les références utiles à sa vérifiabilité et en les liant à la section « Notes et références ».
Le collectivisme est une idéologie et une forme d'organisation sociale dont la légitimité du pouvoir décisionnel et exécutif se trouve dans la collectivité, l'ensemble de la population.
C'est aussi un concept de psychologie sociale, mettant en avant le groupe prioritairement à l'individu.
Une société collectiviste se caractérise ainsi par des personnes dont les objectifs coïncident avec ceux du groupe et qui ont l'ascendant sur leurs buts personnels.
Les bases du collectivisme sont l'insertion dans un groupe donné, les codes à adopter pour être conforme aux normes sociales de son groupe, le sentiment d'identité et d'appartenance au groupe et la solidarité envers les autres membres du groupe.
Le collectivisme s'oppose à l'individualisme.

## Les différents courants du collectivisme
Le collectivisme économique est un mode d'organisation sociale fondé sur la mise en commun des moyens de production. Par extension, il désigne un système qui admet une intervention d'un organisme dans le domaine économique pour organiser sa planification/gestion.
A l'origine un terme péjoratif apparu dans le sillage de l'un des Congrès de Bâle de l'Association Internationale des Travailleurs (AIT) en 1869, une fraction du mouvement ouvrier se l'est appropriée.
Pour ses adversaires, celui-ci implique la négation du droit de propriété, dès lors qu'il utilise la coercition et fait fi du consentement des individus. Du fait qu'il repose sur la loi du plus fort via l'intervention de l’État (ou de toute autre instance coercitive), il a nécessairement une traduction politique : le collectivisme politique.

### Collectivisme libertaire
Pensé en opposition au collectivisme étatique, le collectivisme libertaire a été développé par des auteurs tels que Mikhaïl Bakounine ou Errico Malatesta.

#### Le collectivisme de Bakounine
De son côté, Bakounine illustre sa pensée par l'adjectif collectiviste qu'il oppose à communiste lors du Congrès de Berne de l'AIT anti-autoritaire en 1876, ainsi que le rapporte James Guillaume dans L'Internationale, documents et souvenirs: 

« Je ne suis point communiste parce que le communisme concentre et fait absorber toutes les puissances de la société dans l'État, parce qu'il aboutit nécessairement à la centralisation de la propriété entre les mains de l'État, tandis que moi je veux l'abolition de l'État, l’extirpation radicale de ce principe de l’autorité et de la tutelle de l’État, qui, sous le prétexte de moraliser et de civiliser les hommes, les a jusqu’à ce jour asservis, opprimés, exploités et dépravés. Je veux l'organisation de la société et de la propriété collective ou sociale de bas en haut, par la voie de la libre association, et non du haut en bas, par le moyen de quelque autorité que ce soit. Voulant l’abolition de l’État, je veux l’abolition de la propriété individuellement héréditaire, qui n’est qu’une institution de l’État, une conséquence même du principe de l’État. Voilà dans quel sens je suis collectiviste et pas du tout communiste". »

— Mikhaïl Bakounine

#### Malatesta: le collectivisme comme forme intermédiaire de répartition des richesses
Malatesta, quant à lui, fait une distinction entre les différentes formes de production et d'échange qui surviendraient après la chute de la propriété capitaliste : communisme, collectivisme, et individualisme. Il suggère aussi que la propriété devra être individuelle ou collective, mais remarque que le collectif pourra prendre diverses formes : "le groupe local, le groupe corporatif, le groupe d'idéal commun, le groupe familial ou [...] les membres de toute une nation puis de toute l'humanité". Il précise ensuite et estime que seuls "deux systèmes économiques se disputent la prépondérance parmi les anarchistes : l'individualisme[...] et le communisme", le collectivisme étant par lui qualifié de "système intermédiaire". Le premier départagerait les richesses et les terres entre tous et chacun, mais il en souligne l'inefficience et trouve ce partage inéquitable par nature. Le second pourrait lui-même prendre deux formes : un communisme "universel" où l'ensemble de l'humanité serait l'unique communauté, qu'il repousse comme un idéal futur, et celui de communautés multiples. Il remarque que ce "communisme intégral" étendu sur un vaste territoire nécessiterait son imposition par la force pour qu'il prenne effet immédiatement, ce qui impliquerait que la population l'acceptent comme n'importe quelle autre forme de gouvernement. La conclusion de Malatesta est que le nouveau système se devra d'arriver par une évolution, et met en garde les révolutionnaires : "il faut bien se garder, sous peine d'un désastre certain, de prétendre que notre propre système soit le système unique et infaillible bon pour tous les hommes en tous lieux, en tous temps".
Opposé à l'anarcho-capitalisme, comme à toute forme de capitalisme, ainsi qu'à l'anarchisme écologiste et chrétien de droite à la morale sociétale et parfois sociale diversement contraignante, le collectivisme entretient des relations complexes avec l'anarchie, l'écologie et la chrétienté. Le collectivisme, quel que soit son rapport au libéralisme économique, s'oppose souvent aussi à l'anarchisme libertaire du point de vue des mœurs qui désapprouve plus ou moins le capitalisme comme oppression, le libéralisme et la valorisation du mérite individuel qui élude les facteurs discriminants présents au départ pour raisons essentiellement culturelles et hiérarchise les personnes à l'aune de leurs résultats ou d'autre chose. Mais l'anarchisme libertaire (avec encore une diversité des visions quant à la tolérance de mœurs) peut justement plébisciter l'harmonie coopérative des êtres et donc un collectivisme plus honnête, se retrouver dans le socialisme, le communisme de type primitif et la volonté non dévoyée de partager vertueusement les ressources disponibles, en rapport particulièrement complexe au communisme étatique éternisant et dévoyant la dictature prolétaire, à l'idée de peuple et de nation, au paléolibertarianisme et à l'aile droite de l'anarchisme écologique et/ou chrétien promouvant souvent en droit naturel la vertu civile exemplaire, l'aile gauche étant également le fruit d'une mosaïque complexe de doctrines ayant une vision ambiguë de la pensée collective. Les notions de libertaire et d'anarchiste ou de socialiste au sens large n'ont pas non plus à être confondues systématiquement. Mais la notion politique de collectivisme libertaire, dont un théoricien fut Mikhaïl Bakounine, important opposant au communisme autoritaire, renvoie historiquement et essentiellement à une vision anarchiste autour de l'économie, théorie qui souhaite émanciper l'individu en faveur de la coopération égalitaire.

## Les applications du collectivisme dans l'histoire
L'histoire du XXe siècle offre un certain nombre de tentatives plus ou moins fructueuses et d'interprétations diverses de l'idéal collectiviste.

### Le communalisme: une nouvelle forme de collectivisme au Rojava
Depuis 2012 et la révolution du Rojava (Kurdistan syrien), un modèle de société nouveau a émergé. Son chef de file, Abdullah Öcalan, y a insufflé les idées du penseur américain Murray Bookchin pour mettre en place le municipalisme libertaire. Outre l'organisation en communes et assemblées, inscrite à la fois dans la tradition de pensée anarchiste fédéraliste et dans celle des soviets des révolutions russes, l'administration du Rojava promeut un système de production à l'échelle des producteurs qui prend par moments la forme de la collectivisation. Il s'agit néanmoins d'une économie mixte puisque seules les terres étatiques ont été collectivisées :
Les coopératives de production garantissent l’accès à un prix bas à leur production pour lutter contre l’inflation. Elles sont dirigées de manière collective, et les profits sont la plupart du temps répartis équitablement. La volonté de l’AANES est de promouvoir un système de production en circuit court, privilégiant le local et fonctionnant démocratiquement. Même si les grands propriétaires n’ont pas été expropriés, ils sont encouragés par ce système à faire évoluer leurs pratiques et leurs prix. Depuis 2013, les coopératives se multiplient. Pour la production d’abord, avec le textile, l’agriculture (notamment à partir de terres appartenant à l’État qui ont été collectivisées), les boulangeries. Mais aussi sous forme épiceries de quartier, de restaurants ou d’achat collectif, un générateur pour le quartier par exemple.
Toutefois, la Constitution du Rojava stipule depuis 2016 à l'art. 11 : "La Fédération Démocratique de la Syrie du Nord est fondée sur le principe de l’appropriation collective de la terre, de l’eau et de l’énergie".

## Le concept libéral de "collectivisme politique"
Les principaux représentants du libéralisme contemporain nomment "collectivisme politique" tout mode d'organisation sociale fondé sur l'appropriation des moyens de décision au nom de la majorité. C'est le cas de Von Mises qui distingue un modèle politique dit "collectiviste" du modèle économique socialiste :

« Le collectivisme est généralement en faveur de la socialisation des moyens de production parce que cela s’approche davantage de sa vision philosophique du monde. Mais il existe des collectivistes qui préconisent la propriété privée des moyens de production parce qu’ils croient que le bien-être de l’ensemble social est mieux servi par un tel système. »

— Ludwig von Mises, Socialism, An Economic and Sociological Analysis

### Critiques libérales et libertariennes du collectivisme
Pour les libéraux, le collectivisme politique implique la négation des droits de l'individu, c'est une forme d'esclavagisme. L'entité collective (nation, classe, etc.) passe avant l'individu, qui n'est plus qu'un rouage à son service.
Une posture libérale consiste aussi à associer Social-démocratie, écologie politique, socialisme, communisme à l'idée de collectivisme politique (par capillarité avec les origines socialistes de ces mouvements, quand bien même certains ne revendiquent pas la collectivisation). La vision libertarienne assimilant la présence de l'État dans la production ou l'échange marchand à un collectivisme, il arrive même que le nazisme et le fascisme soient pensés comme collectivistes. Il s'agit d'une croyance puisque le régime nazi, particulièrement hostile à l'idée d'État central à la française, que les idéologues nazis perçoivent comme une importation latine en Allemagne qu'il faut détruire, a largement maintenu la propriété capitaliste des moyens de production et lui a permis de fructifier comme avec les commandes passées à Krupp. Pourtant, cette confusion se retrouve typiquement dans la pensée d'Ayn Rand :

« Le fascisme, le nazisme, le communisme et le socialisme ne sont que des variations superficielles du même thème monstrueux : le collectivisme. »

— Ayn Rand, lettre à Hugh MacLennan
Tout collectivisme, en pratique notamment lorsque l'égalitarisme est poussé jusqu'à l'anarchie, y compris dans son lien même avec la liberté, lorsqu'il ne s'agit pas en substance de compétition anarcho-libertarienne et de forme très capitaliste de la pensée libérale, n'est donc pas de nature à ne jamais reconnaître à l'individu de droits
Le holisme peut aussi conduire au collectivisme, par opposition à l'individualisme ou au réductionnisme, et à leurs manifestations politiques (libérales, libertaires, libertariennes, nihilistes ou relativistes). La place des divers anarchismes est parfois ambiguë.

« L’homme est pour moi un « animal social », dont l’existence est consubstantielle à celle de la société. Le droit n’est pas d’abord affaire de titre, mais de mesure, c’est-à-dire qu’il ne se définit que comme un rapport d’équité entre des personnes vivant en société : il n’y a donc aucun titulaire de droits hors de la vie sociale, et dans celle-ci il n’y a que des attributaires. La vie économique représente, non une sphère, mais une dimension de la vie sociale, que toute société traditionnelle place de surcroît au plus bas niveau de son échelle de valeurs. Le politique est le lieu de la souveraineté et de la légitimité. La société n’est pas l’addition des atomes individuels qui la composent mais, dans une perspective « holiste », un corps collectif dont le bien commun prime, sans les supprimer sur les seuls intérêts des parties. L’éthique implique qu’on ne recherche jamais d’abord son intérêt personnel, mais qu’on contribue aux solidarités organiques qui renforcent le lien social. L’appartenance citoyenne fait, de même, obligation aux personnes d’œuvrer d’abord au bien commun. La liberté ne se définit pas comme la possibilité d’échapper à l’autorité politique ou de se soustraire à la vie publique, mais comme la possibilité d’y participer. »

— Alain de Benoist
Au contraire, pour les libéraux, le collectif n'a de sens que s'il rend service à l'individu et l'émancipe : l'appartenance collective n'est qu'un moyen et certainement pas une fin de la nature humaine. Le collectivisme comme l'illibéralisme peut être de droite comme de gauche sur le plan sociétal et économique, avec notamment un conservatisme sociétal et/ou un libéralisme économique possibles dans les deux tendances, et leurs nuances s'opposent à celles du libéralisme de gauche, c'est-à-dire progressiste socialement et/ou sociétalement, plus que favorable à l'économie de marché, mais parfois plus ou moins ouverte à celle-ci, en fonction des points de vue complexes sur l'échiquier politique, et à celles du libéralisme de droite, les deux pouvant conjuguer des morales sociales et sociétales diversement conservatrices ou progressistes, une vision radicalement ou modérément ouverte au marché libre et une valorisation variable, parfois en conjugaison, de la spécificité, créativité, responsabilité ou performance respectueuse de la liberté, de l'égalité, de l'équité, de l'inclusion ou de la diversité à l'échelle individuelle. Ces valeurs cardinales variables s'opposent à l'uniformisation que peut promouvoir un système collectiviste, en particulier sociétalement illibéral, quel que soit son positionnement socio-économique. Le collectivisme peut cependant être plus égalitaire lorsqu'il abolit ou tempère la hiérarchie en rejoignant parfois le libéralisme ou l'anarchisme, qui peut lui être opposé, sur la base de la confiance placée dans l'autodétermination souveraine de l'individu pour faire du commun respectueux d'elle un but envisageable.